# Sollevamento pesi ai Giochi della I Olimpiade
Il sollevamento pesi ai Giochi della I Olimpiade fu uno degli eventi sportivi della prima Olimpiade moderna, tenutasi ad Atene, nel 1896. Vennero disputate due gare.

## L'evento

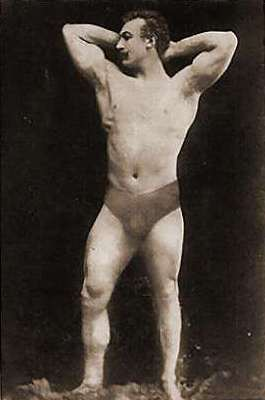
Launceston Elliot

Le gare si tennero allo Stadio Panathinaiko di Atene, il 7 aprile 1896. Il sollevamento pesi fu una sfida tra il britannico Launceston Elliot, idolo delle folle greche, e il danese Viggo Jensen.
Nella prima gara Launceston Elliot alzò per un peso a due mani quanto aveva fatto Viggo Jensen, ma re Giorgio I di Grecia assegnò la vittoria al secondo per la migliore tecnica. La delegazione britannica, contraria a questa decisione risolutiva, protestò ufficialmente. Venne permesso ai sollevatori un ulteriore tentativo, ma nessuno dei due riuscì a migliorarsi, così Jensen fu dichiarato vincitore.

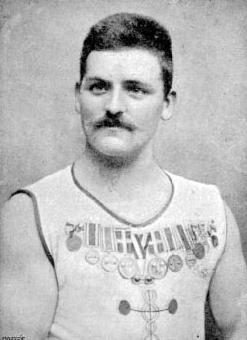
Viggo Jensen

Nella gara del sollevamento ad una mano fu Launceston Elliot a chiedere di invertire l'ordine e di sollevare per ultimo, cosa che gli consentì di vincere perché Viggo Jensen era stanco per la gara precedente. Elliot ebbe la sua rivincita, facendo anche affascinare il pubblico greco, che lo considerava una vera attrattiva.
Molto curiosi furono il regolamento adottato e la tecnica usata; non era previsto l'utilizzo dei manubri, se non nel sollevamento ad una mano in cui l'alzata non avveniva in due tempi ma con uno strappo deciso, fermando il peso al petto. I partecipanti avevano tre tentativi, dopodiché i tre migliori sollevatori avevano diritto ad ulteriori tre alzate; nel caso in cui si fosse arrivati ad alzare un peso uguale, i giudici avevano il compito di decidere il vincitore, prendendo in considerazione il modo in cui si era sollevato il peso. A differenza di oggi, non esisteva alcuna distinzione di categorie per peso.

## Nazioni partecipanti
Un totale di 7 atleti, provenienti da 5 nazioni, gareggiarono alle Olimpiadi di Atene nel sollevamento pesi:
- Danimarca (1)
- Germania (1)
- Gran Bretagna (1)
- Grecia (3)
- Ungheria (1)

## Risultati
Queste medaglie sono state assegnate retroattivamente dal Comitato Olimpico Internazionale. All'epoca i vincitori ricevettero una medaglia d'argento, mentre non ci furono premi per le posizioni successive.
| Evento                               | Oro               | Perform. | Argento           | Perform. | Bronzo                  | Perform. |
| Sollevamento con una mano (dettagli) | Launceston Elliot | 71,0 kg  | Viggo Jensen      | 57,2 kg  | Alexandros Nikolopoulos | 57,2 kg  |
| Sollevamento con due mani (dettagli) | Viggo Jensen      | 111,5 kg | Launceston Elliot | 111,5 kg | Sotirios Versis         | 100,0 kg |

## Medagliere per disciplina
| Posizione | Paese         |   |   |   | Totale |
| --------- | ------------- | - | - | - | ------ |
| 1         | Danimarca     | 1 | 1 | 0 | 2      |
| 1         | Gran Bretagna | 1 | 1 | 0 | 2      |
| 3         | Grecia        | 0 | 0 | 2 | 2      |
| Totale    | Totale        | 2 | 2 | 2 | 6      |